# Pierre Fayard
Pour les articles homonymes, voir Fayard.
 (octobre 2014).
Pierre Fayard est un universitaire français né en 1951 à Dakar. Professeur émérite de l'Université de Poitiers et professeur visitant dans plusieurs universités brésiliennes, il se définit comme un « explorateur vulgarisateur » des relations entre cultures et stratégie, de l'art de la ruse et des chantiers actuels de la stratégie. Il est l'auteur de livres de stratégie, sur la communication scientifique publique, de romans et nouvelles et de chansons.

## Biographie
De son nom complet Pierre-Marie Fayard, il naît le 9 avril 1951,.
Après quatre ans dans l'animation socioculturelle et huit dans le journalisme scientifique professionnel (Centre culturel scientifique et technique de Grenoble), il soutient une thèse en sciences de l'information et de la communication  à l'Université Grenoble 3 en 1987 (laboratoire GRESEC sous la direction de Bernard Miège). Il entre à l'Université de Poitiers en 1988, où il participe à la création du Laboratoire de recherche sur la Communication et l'Information Scientifique et technique (LABCIS) qu'il dirige de 1993 à 2004. Il coopère à des recherches comparées sur les stratégies de la communication publique des sciences en Europe et dans le monde, et lance en 1989 le Public Communication of Science and Technology International Network qu'il préside dans ses premières années.
Dans les années 1994-1996, il impulse la création du pôle intelligence économique à l'Université de Poitiers (Institut de la Communication et des nouvelles Technologie) et dirige le premier DESS en intelligence économique entre 1998 et 2001. Dans ce cadre, il développe une ligne de recherche sur l'approche comparée des cultures stratégiques qu'il applique au modèle japonais de gestion du savoir (2001 - 2005).
Entre septembre 2004 et août 2008, il prend la direction générale du Centre franco-brésilien de la documentation scientifique et technique (Cendotec) à São Paulo (Brésil), établissement à autonomie financière du Ministère français des affaires étrangères. Ce centre assure une mission d'information scientifique et académique pour les Français et les Brésiliens, anime le réseau CampusFrance Brésil et le portail France-Brésil (créé en 2007). En 2008, il est nommé Conseiller de Coopération et d'Action Culturelle (COCAC) à l'Ambassade de France au Pérou, poste qu'il occupe jusqu'à la fin août 2012.
En septembre 2012, il réintègre l'Université de Poitiers à l'Institut d'Administration des Entreprises, renoue avec la recherche sur l'intelligence culturelle de la stratégie (focus : Chine, États-Unis, Japon et Brésil) et développe l'application des principes de l'aïkido au management et à la communication. Il enseigne dans plusieurs universités brésiliennes et intervient dans le Master de Communication Scientifique de l'Université Pompeu Fabra à Barcelone. De février à avril 2016, il est lauréat de la « Chaire Pauliste Franco-Brésilienne 2016 » à l'Université de São Paulo (Faculté d’économie et d'administration).
Professeur émérite de l'Université de Poitiers depuis septembre 2016, il poursuit son enseignement au Brésil et copréside l'Institut Franco-Brésilien d'Administration des Entreprises (IFBAE) . De juillet à octobre 2017, il intègre le programme de recherche « Aurore » de Daylight Group, cabinet de conseil spécialisé en management de projets, programmes et portefeuilles.
Actuellement auteur-compositeur-interprète (pierrefayard.hubside.fr), membre de la Société des Auteurs, Compositeurs et Éditeurs de Musique (sacem.fr).

## Livres éditésStratégie
- Sun Tzu et l'art de la séduction. Considérations Stratégiques. 2e édition. Dunod, Paris (France) sept. 2023
- Comprendre et appliquer Sun Tzu. En 37 stratagèmes". 5e édition. Dunod, Paris (France) oct. 2022. Version sonore : audible.fr, août 2023.
- "Wu Shi De Jue Xingago". Édition chinoise de "Le réveil du samouraï. Culture et stratégie japonaises dans la société de la connaissance". Dunod 2007.
- Sun Tzu in 36 stratagems. The Chinese path of strategy for Westerners. V.A. Press, Versailles (França), 2019.
- Comprendre et appliquer Sun Tzu. En 36 stratagèmes. 4e édition revue et augmentée. Dunod sept. 2017. Prix 2011 Dirigeants et Commerciaux de France (DCF), catégorie « Stratégie d'entreprise ». Éditions Brésil (Porto Alegre, Bookman, 2006), Italie (Milano, Ponte alle Grazie, 2010), Roumanie (Bucarest, Polirom, 2007) et Portugal (Lisbonne, Escolar 2009).
- Douze stratégies pour séduire. Quand la séduction fait son cinéma. VA Press, Paris, juil. 2016,  (ISBN 979-1-09-324013-8). Édition en portugais : Escolar Editora, Lisbonne 2018.
- La Force du paradoxe. En faire une stratégie ?, avec Éric Blondeau. Paris, Dunod, 2014[3]
- Sun Tzu. Stratégie et séduction. Paris, Ed. Dunod, 2009. Éditions en Argentine (Buenos Aires, Claridad 2011), Italie (Milano, Ponte alle Grazie, 2011).
- Le Réveil du samouraï. Culture et stratégie japonaises dans la société de la connaissance, Paris, Ed. Dunod, 2006. Édition au Brésil (Porto Alegre, Bookman, 2009), en Chine (Pékin, 2015), en Roumanie (Bucarest, Polirom, 2007) et au Portugal (Lisbonne Escolar, 2015).
- La Maîtrise de l'interaction. L'information et la communication dans la stratégie. Paris, Zéro Heure Éditions Culturelles, 2000. Édité au Brésil (Caxias do Sul, EDUCS, 2000).

Fiction

TOKYO. La Maitrise du Pinceau, Short Édition, 2020 (propulseur de littérature courte). Sélectionné dans le "Grand Prix du Court" de l'été 2020. https://short-edition.com/fr/oeuvre/nouvelles/tokyo-la-maitrise-du-pinceau
Poitiers / La Sirène du Clain. Barcelone / Le Portier du Palace. Tokyo / La Maitrise du Pinceau (nouvelles). Edilivres, Paris oct. 2017.
- Vacuum. La Fée à l'envers (conte pour adultes). ÉLP Éditions, Montréal Canada, 2015.
- L'Affaire Manga 3D[4], Pol'Art numérique. Paris, NeoWood Éditions, 2014. En cours de ré-édition ELP Editeur, Montréal oct. 2017.
- Le Tournoi des dupes (roman de stratégie). Paris, L'Harmattan, 1997

Communication scientifique
- Cultura cientifica: Desafios, avec Vogt C. (org.), São Paulo, EDUSP – FAPESP, 2006
- La communicación pública de la ciencia. Hacia la sociedad del conocimiento, Mexico, UNAM, 2005
- Fusion Chaude. Des innovations dans la communication publique des sciences et des techniques. Poitiers, L'Actualité, 1995
- Sciences aux Quotidiens, l'information scientifique dans la presse quotidienne européenne. Nice, Z'Éditions, 1993.
- La Communication scientifique publique, de la vulgarisation à la médiatisation. Lyon, La Chronique Sociale, 1988. .